# Mikko Leppilampi
Mikko Johannes Leppilampi (n. 22 de septiembre de 1978 en Pälkäne, Finlandia) es un actor y músico finés, hijo de Jukka Leppilampi, un músico gospel finés. Leppilampi es una de las estrellas más prometedoras de Finlandia de la industria cinematográfica en el nuevo milenio. Le disparó a la fama como resultado de su debut en la película Helmiä JA sikoja, para la que también ganó un premio Jussi.
En 2005 la película Kaksipäisen kotkan varjossa, que protagonizó como poeta a principios del siglo XX, cuando Finlandia formaba parte de Rusia, que trabajan con actores como Vesa-Matti Loiri y director Timo Koivusalo. 
Leppilampi está actualmente filmando la guerra de Piedra, como el Teniente Laakso. 
Además de actuar, Leppilampi ha participado activamente en la escena musical. Su primer álbum de larga duración, que lleva su nombre, se publicó el 10 de mayo de 2006. También ha cantado en las bandas sonoras de algunas de las películas que ha protagonizado. 
Leppilampi tiene una hija, Lilia (nacida 31 de octubre de 2005), con su esposa Emilia Leppilampi (de soltera Vuorisalmi), con quien se casó en el verano de 2006; sin embargo se divorciaron en el 2010. 
Entre el 10 y 12 de mayo de 2007, Leppilampi presenta el Festival de la Canción de Eurovisión 2007 en Helsinki, junto Jaana Pelkonen. En la edición 2008 fue el portavoz de la Yle, anunciando los resultados del televoto finés. 
Él tiene un hermano que toca en una banda de rock finlandesa llamada SleepWalkers.

## Filmografía
- Helmiä ja sikoja (2003)
- Keisarikunta (2004)
- Paha maa (2005)
- Kaksipäisen kotkan varjossa (2005)
- Tyttö sinä olet tähti (2005)
- Narnian Tarinat : Velho ja Leijona (voz) (2005)
- Madagascar (voz) (2005)
- Hairspray-musikaali (2005)
- Saippuaprinssi (2006)
- Joulutarina (2007)
- 8 päivää ensi-iltaan (2008)

## Discografía
- Mikko Leppilampi (2006)

- Datos: Q363388
- Multimedia: Mikko Leppilampi / Q363388